# Straat Tjapaloeloe
Straat Tjapaloeloe (Indonesisch: Selat Capalulu), is een zeestraat in Indonesië in de provincie Noord-Molukken. De zeestraat scheidt het eiland Taliabu, in het westen, van het eiland Mangole in het oosten. Het water vormt een verbinding tussen de Bandazee in het zuiden en de Molukse Zee in het noorden. De op het eiland Mangole gelegen plaatsen Dofa en Wayfui liggen aan de Straat Tjapaloeloe.